# 해야 (Sunrise)
〈해야 (Sunrise)〉(해야 (선라이즈))는 2019년 1월 14일 발매된 여자친구의 두 번째 정규 음반 《Time for us》의 타이틀 곡이다. 이 노래는 〈밤 (Time for the moon night)〉과 이어지는 내용의 곡으로, 좋아하는 사람을 떠오르지 않은 해에 비유한 가사가 특징이다. 쏘스뮤직 소속 프로듀서인 노주환과 도로시컴퍼니(Dorothy Company) 소속 작곡가인 이원종이 제작하였다.

## 일본어 버전
〈SUNRISE〉(선라이즈)는 대한민국의 걸 그룹 여자친구가 일본에서 발매한 두 번째 싱글이다. 타이틀 곡으로 〈해야 (Sunrise)〉의 일본어 번안곡이 실려 있다. 2019년 2월 13일 킹레코드를 통하여 발매되었다.
2019년 1월 12일, 두 번째 싱글의 타이틀 곡과 커플링 곡이 결정됨과 함께 단체 사진과 모든 버전의 자켓 사진이 공개되었다. 1월 18일에는 개인별 사진이, 1월 31일에는 1절 부분의 뮤직 비디오가 공개되었다. 2월 6일부터 타이틀 곡의 디지털 음원 다운로드가 시작되었다.

### 수록 내용
CD
| #            | 제목                                                   | 작사         | 작곡                                  | 재생 시간 |
| ------------ | ------------------------------------------------------ | ------------ | ------------------------------------- | --------- |
| 1.           | 〈SUNRISE -JP ver.- / 해야 (Sunrise) (Japanese Ver.)〉 | 노주환, anan | 노주환, 이원종 (편곡: 노주환, 이원종) | 3:41      |
| 2.           | 〈La pam pam〉                                         | 미오, momoko | 미오 (편곡: 미오)                     | 3:38      |
| 3.           | 〈SUNRISE〉 (Instrumental)                             |              | 노주환, 이원종 (편곡: 노주환, 이원종) | 3:41      |
| 4.           | 〈La pam pam〉 (Instrumental)                          |              | 미오 (편곡: 미오)                     | 3:37      |
| 총 재생 시간 | 총 재생 시간                                           | 총 재생 시간 | 총 재생 시간                          | 14:37     |

DVD
| #  | 제목                                    | 재생 시간 |
| -- | --------------------------------------- | --------- |
| 1. | 〈SUNRISE -JP ver.-〉 (Music Video)     |           |
| 2. | 〈SUNRISE -JP ver.-〉 (MV Making Movie) |           |

## 차트
| 차트 (2019)                     | 최고 순위 |
| ------------------------------- | --------- |
| 대한민국 (가온 디지털 차트)     | 12        |
| 대한민국 (가온 스트리밍 차트)   | 17        |
| 대한민국 (가온 다운로드 차트)   | 1         |
| 대한민국 (가온 BGM 차트)        | 20        |
| 대한민국 (가온 벨소리 차트)     | 9         |
| 대한민국 (가온 통화연결음 차트) | 16        |
| 대한민국 (가온 노래방 차트)     | 99        |
| 대한민국 (가온 소셜 차트)       | 1ㅋㅋ케   |

| 차트 (2019)                     | 최고 순위 |
| ------------------------------- | --------- |
| 대한민국 (가온 디지털 차트)     | 29        |
| 대한민국 (가온 스트리밍 차트)   | 28        |
| 대한민국 (가온 다운로드 차트)   | 9         |
| 대한민국 (가온 BGM 차트)        | 73        |
| 대한민국 (가온 벨소리 차트)     | 15        |
| 대한민국 (가온 통화연결음 차트) | 27        |
| 대한민국 (가온 노래방 차트)     | 빈칸      |